# Neue Benediktinerabtei Kornelimünster

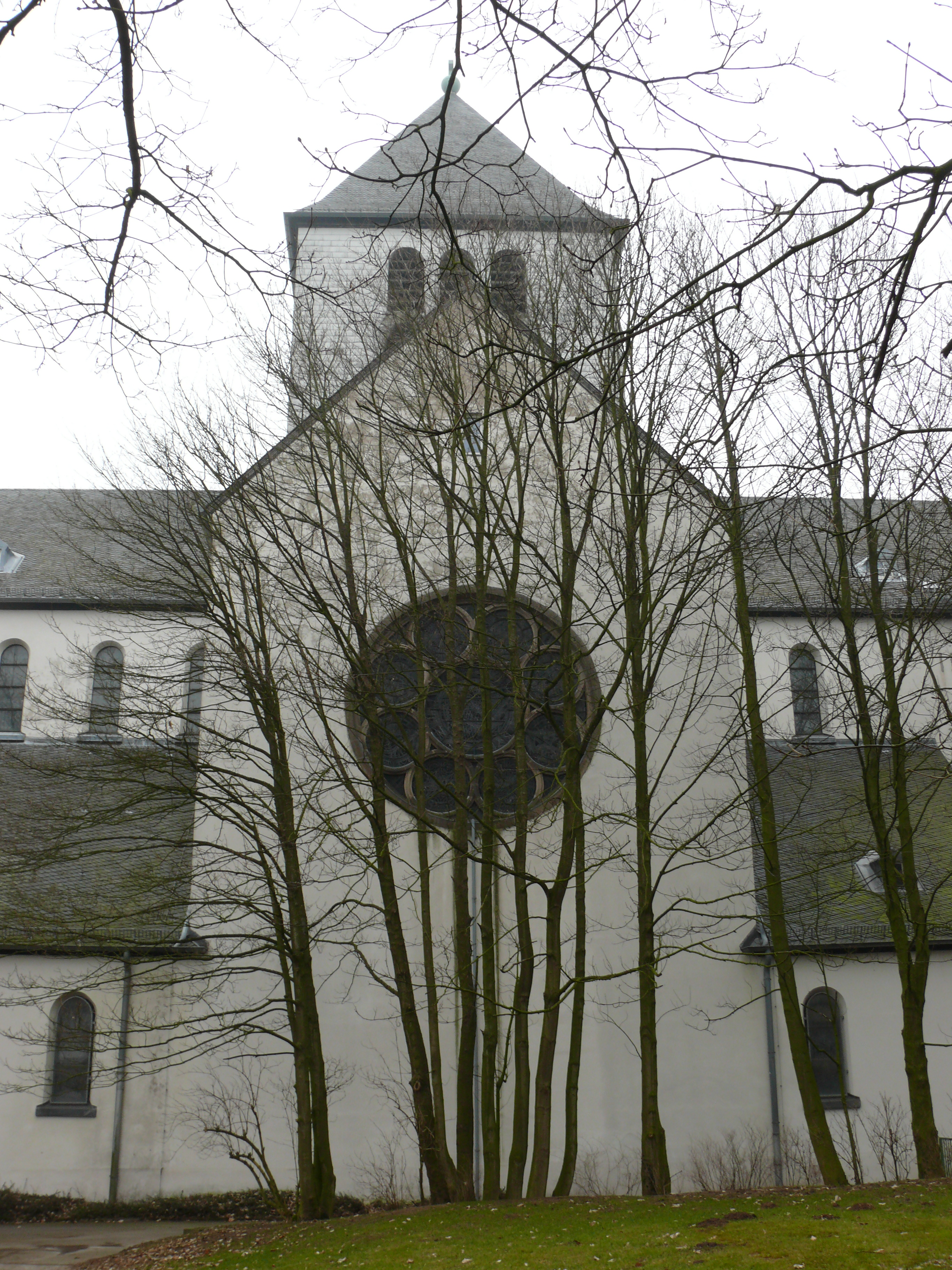
Abteikirche der Neuen Benediktinerabtei Kornelimünster

Die Neue Benediktinerabtei Kornelimünster ist eine Abtei der Benediktiner in Kornelimünster, einem Stadtteil von Aachen. Sie besteht seit 1906 und gehört zur Kongregation von Subiaco und Montecassino der benediktinischen Konföderation. Der offizielle Titel lautet heute Abtei der Heiligen Abt Benedikt von Aniane und Papst Kornelius. Zu der bis 1804 ebenfalls in Kornelimünster bestehenden Reichsabtei Kornelimünster steht die neue Abtei nicht in Rechtsnachfolge und liegt auch an einem anderen Ort am westlichen Ende von Kornelimünster. Wohl will sie an die Tradition der Reichsabtei anknüpfen.

## Geschichte

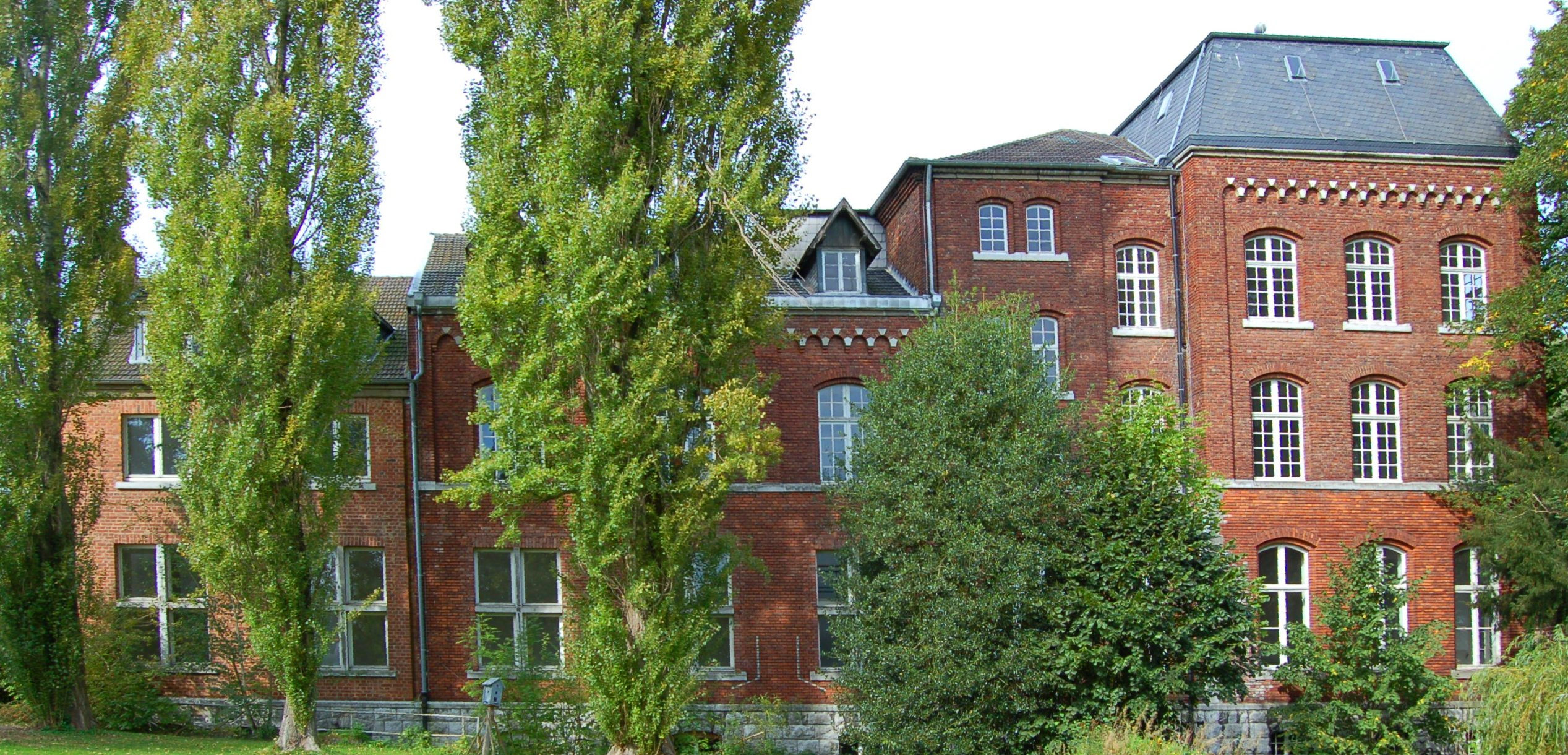
Ehemaliger Schultrakt

1906, also über 100 Jahre nach Auflösung der Reichsabtei, wurden wieder Benediktiner (aus der deutschen Abtei Merkelbeek auf der niederländischen Seite der Grenze bei Brunssum) in Kornelimünster eingeführt. Zunächst blieben nur drei Mönche in Kornelimünster, die den Bau des neuen Klosters begleiten sollten. Das neue Klostergebäude wurde am 21. November 1908 bezogen. Offiziell wurde das Kloster am 14. Oktober 1909 errichtet.
Die ersten Jahrzehnte waren politisch und wirtschaftlich schwierig und durch die Suche nach der eigenen Identität und durch Fragen des Zusammenspiels mit der Pfarrgemeinde bestimmt. Erst 1953 wurde das Kloster zur Abtei erhoben. Die Abteikirche wurde erst zwischen 1951 und 1956 gebaut.
Bis 1948 war die Funktion des Klosters stark von der Aushilfsseelsorge in den Pfarreien der näheren und weiteren Umgebung geprägt. Von 1948 bis 1988 waren im Kloster eine Realschule und ein angeschlossenes Internat eingerichtet.
Seit 1988 bietet die Abtei als Haus der Glaubensbegegnung die Möglichkeit an, für einige Zeit Gast im Kloster zu sein, zur Teilnahme an Veranstaltungen, für Einzelexerzitien oder einfach für ein paar Tage in der Stille des Klosters. Das Veranstaltungsprogramm umfasst Vortragsexerzitien und Besinnungstage zu bestimmten, meist biblischen Themen, Austausch- und Lektüretage, Choralwochenenden und mehr.
Am 12. März 2008 wurde Pater Friedhelm Tissen zum Abt gewählt.
Im Jahre 2010 wurde der an private Investoren verkaufte alte Schul- und Internatsteil saniert, aufgeteilt und als separate Eigentumswohnungen verkauft. Der Klosterbetrieb blieb jedoch im hinteren Teil des Gebäudes voll erhalten.
Im Februar 2023 trat Abt Friedhelm Tissen im Rahmen einer Visitation zurück, da aus seiner Sicht während seiner Amtszeit unangemessen mit den Opfern verschiedener zurückliegender Missbrauchsfälle aus den 1960/70er-Jahren umgegangen wurde und er mit dem Rücktritt einen Neuanfang einleiten wollte. Nach Angaben der Abtei waren mehrere Schüler der Realschule St. Benedikt und des dazugehörenden Internats von sexualisierter Gewalt betroffen; an beiden Einrichtungen waren Mönche der Abtei unterrichtend oder als Internatsleiter tätig. Die Schüler wurden geschlagen, und zwar teilweise massiv, und es gab Fälle sexueller Gewalt. In mindestens einem Fall wurde ein seelsorgliches Verhältnis zu sexuellen Übergriffen ausgenutzt. Bei den Betroffenen wurden dadurch seelische Verletzungen und Traumata ausgelöst. Die mutmaßlichen Täter sind inzwischen gestorben. Die Problematik ist in der Abtei seit 2010 bekannt, jedoch waren mehrere Anträge auf Anerkennung des Leids, die von Betroffenen gestellt worden waren, von Abt Friedhelm Tissen nicht bearbeitet worden. Der Benediktinerkonvent, der noch aus fünf Mönchen besteht, verzichtete auf die Neuwahl eines Abtes, sondern setzte Pater Oliver Kaftan für ein Jahr als Prior-Administrator ein.

## Die Glocken
Von den vier Glocken des Geläuts der Abtei Kornelimünster erhielt das Kloster drei anlässlich eines dreifachen Priesterjubiläums im Jahre 1935. Die Patres Fridolin Klaiber (geweiht 1895), Lullus Gatterdam (geweiht 1900) und Theodard Boelaars (geweiht 1910) feierten den Empfang ihrer Priesterweihe vor 40, 35 bzw. 25 Jahren.
Die größte dieser drei Glocken ist Gregor dem Großen geweiht. Auf ihr sind die Jubilare verewigt mit der Inschrift: ZUM JUBILÄUM: P. FRIDOLIN P. THEODARD P. LULLUS * ANNO DOMINI MCMXXXV * ST. GREGOR DER GROSSE. ICH GLAUBE AN EINE HEIL. KATH. KIRCHE. Die zweite Glocke ist unter den Schutz des ersten Abtes der Abtei und Ordensvaters Benedikt von Aniane (815–821) gestellt. Die Widmung auf der Glocke lautet: ZUM JUBILÄUM DER WELT-OBLATEN DES HL. BENEDIKT * CORNELIMÜNSTER: ANNO DOMINI MCMXXXV. ST. BENEDIKT: BETE UND ARBEITE. Die dritte Glocke erinnert an die 1910 eingerichtete Bruderschaft der täglichen Anbetung und will der Lobpreisung der Heiligen Messe dienen. Die Schlagtöne dieser Glocken sind c – es – f. Gegossen wurden sie in der Gießerei Petit & Gebr. Edelbrock im münsterländischen Gescher. Obwohl die Glocken 1942 anlässlich der damaligen Metallsammlungen eingezogen wurden, haben sie dennoch wie die meisten anderen den Krieg überlebt. Die kleinste Glocke diente als Alarmglocke an der Dreilägerbachtalsperre bei Roetgen für den Fall einer Bombardierung. In Stolberg waren die beiden anderen eingelagert. Ende des Krieges kamen die drei Glocken wieder unversehrt zurück.
Die vierte, große Glocke (Schlagton gis°) erhielt das Kloster am 12. Mai 1952 vom Hamburger Glockenfriedhof. Sie hing ursprünglich im Turm der Katharinenkirche in Braunsberg in Ostpreußen. Der Klang dieser Glocke, laut Inschrift am 24. Oktober 1726 gegossen, hatte Napoleon 1812 derart begeistert, dass er sie nach Frankreich mitnehmen wollte. Als „musikalisch wertvollste Glocke“ Ostpreußens entging sie zwar im Ersten Weltkrieg den damaligen Metallsammlungen, wurde jedoch 1942 im Zuge der erneuten Metallsammlungen konfisziert und zum Glockenfriedhof in Hamburg verbracht. Die Verbringung nach Hamburg hat sie vor der Vernichtung bei den Kämpfen um Braunsberg im Jahre 1945 bewahrt.

## Prioren und Äbte
- Bonifatius Busch († 1906) (Gründungssuperior)
- Benno Wessels 1912–1922 (Prior)
- Coelestin Heßling 1922 (Prior)
- Stephan Renzel 1922–1932 (Prior)
- Benno Wessels 1932–1937 (Prior)
- Odilo Gleinser 1937–1939 (Prior)
- Bonifatius Becker 1939–1953 (Prior), 1953–1956 (Prior-Administrator), 1956–1967 (Abt)
- Berthold Simons 1967–1980
- Albert Altenähr 1982–2007
- Friedhelm Tissen 2008–2023
- Oliver Kaftan seit 2023 (Prior-Administrator)